# Eustace Mullins

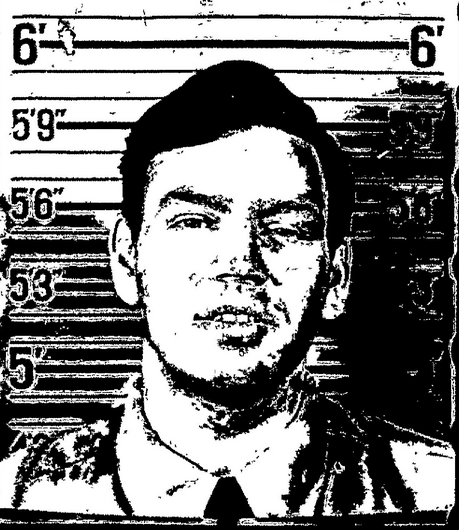
Eustace Mullins

Eustace Clarence Mullins (Roanoke (Virginia), 9 maart 1923 - Waller County (Texas), 2 februari 2010) was een Amerikaans antisemitisch schrijver, onderzoeker, schilder, fotograaf, dichter, essayist en Holocaustontkenner.
Eustace Mullins was een protegé van de Amerikaanse dichter en essayist Ezra Pound. Hij bezocht Pound vanaf april 1949 tijdens diens gedwongen verblijf in een psychiatrische kliniek. Volgens Mullins was Pound op grond van politieke overwegingen zonder proces gevangengezet door president Franklin Delano Roosevelt, uit angst dat Pound zou doorgaan met het verspreiden van zijn mening over "het verraad van Roosevelt en de bankierswereld", die lang van tevoren geweten zouden hebben van de Japanse aanval op Pearl Harbor om de VS te betrekken bij de voor hen lucratieve Tweede Wereldoorlog, waarin alle partijen, ook Hitler en Japan, vrijwel volledig gefinancierd werden door de grote bankiersfamilies Rothschild, Warburg, Oppenheimer, Schiff, Rockefeller, etc. In opdracht van Pound onderzocht Mullins tussen 1949 en 1952 The Federal Reserve, de centrale bank van de VS die de Rothschilds volgens hem via samenzwering, omkoping en chantage tijdens het kerstreces van 1913 opgericht hadden weten te krijgen. 
Mullins schreef onder meer voor American Free Press, The Spectrum Magazine, Criminal Politics, en de Barnes Review. 
Eustace Mullins was een fervent tegenstander van de Federal Reserve, die volgens het door hem gepubliceerde bewijsmateriaal sinds 1913 op onwettige wijze in het bezit was van banken en van particuliere aandeelhouders, via het aandeelhouderschap in de twaalf plaatselijke afdelingen van de Federal Reserve. In Mullins' lijst staan Banque Lazard, Kuhn, Loeb & Co, J.P. Morgan & Co., Goldman Sachs, Lehman Brothers, NM Rothschild & Sons, Israel Sieff, Paul Warburg en de familie Rockefeller. Het uitgebreid gedocumenteerde onderzoek van Eustace Mullins toont aan dat bankiersfamilies het economische, juridische, medische en politieke leven van de Verenigde Staten beheersen en controleren, met als spin in het web The Federal Reserve van de Rothschilds. 

## Werken

### Boeken
- Mullins on the Federal Reserve, A Study Of The Federal Reserve, Kasper and Horton, 1952, 140 pages
- The Federal Reserve Conspiracy, Common Sense, Union, New Jersey, 1954, 144 pages
- This Difficult Individual:Ezra Pound, Angriff Press:Hollywood, CA, 1961.
- This Difficult Individual Ezra Pound, Fleet Publishing Corporation, (1961) reprint, Noontide Press, ISBN 0-317-53248-0
- My Life in Christ, Faith and Service Books, Aryan League of America Staunton, Va., 1968, 90 pages
- Mullins' New History of the Jews, The International Institute of Jewish Studies, Staunton, Virginia, 1978, reprint of 1968 edition, 154 pages.
- The Secrets Of The Federal Reserve, The London Connection , Reprinted John McLaughlin, 1983, 198 pages, ISBN 0-9656492-1-0
- The Secret Holocaust, CPA Book Publishers, Boring, Oregon, 1983, 34 pages
- War! War! War!, by  Cincinnatus, (with a foreward by Eustace Mullins), Sons of Liberty, Matairie, LA, 1984, 291 pages, ISBN 0-89562-100-2
- A Writ for Martyrs, OTU Christ Church, 1985, 223 pages
- The Sedition Case, (by Lawrence Reilly and the staff of the Lutheran Research Society, with an introduction by Eustace Mullins and a foreword by Rev. David Baxter) Sons Of Liberty, Third Printing 1985, Metairie, LA, 1985, Trade Paperback, 123 pages (First Printing 1953 and Second Printing 1970 are without the Eustace Mullins introduction).
- The World Order, A Study in the Hegemony of Parasitism, Staunton, Virginia: Ezra Pound Institute, 1985, 217 pages
- The World Order, Our Secret Rulers, Second Edition, Ezra Pound Institute of Civilization, Staunton, Virginia, 1992, 299 pages
- The Curse of Canaan: A Demonology Of History, Revelation Books, Staunton, VA, 1987, 242 pages, ISBN 0978651715
- Murder by Injection, The Story of the Medical Conspiracy Against America, The National Council for Medical Research, Staunton, Virginia, 1988, 348 pages, ISBN 0-88060-694-0
- Murder by Injection, The Story of The Medical Conspiracy Against America, The National Council for Medical Research, Staunton, Virginia, Second Printing, 1992, 361 pages
- Murder by Injection, The Story of The Medical Conspiracy Against America, The National Council for Medical Research, Staunton, Virginia, Third Printing, 1995, 372 pages
- The Rape of Justice: America's Tribunals Exposed, Staunton, VA: National Commission for Judicial Reform, 1989
- The Great Betrayal, The General Welfare Clause of the Constitution, Constitutional Commission & The National Commission for Judicial Reform, Staunton, Virginia, 1991, 37 pages
- The Secret History of the Atomic Bomb, 1998

### Pamfletten
- Murder by Injection the great swine flu massacre
- 27 Billion Dollar Rip Off; The Power Brokers
- Boycott: The Jewish Weapon
- Canada: A Financial Report For 1992
- Criminals On Capitol Hill
- Death To The Peacemakers
- Easter
- Education For Death
- Education for Slavery
- Every Man A King
- FDR[dode link]
- Federal Reserve Notes: Shackles Of Slavery
- General MacArthur The Man Who Refused to Lose
- Genocide In America
- How The Media Is Manipulated
- How To Become A United States Senator
- Is There A New World Order?
- Jewish TV: Sick, Sick, Sick
- Jewish War Against The Western World
- Murder
- Murder On The Supreme Court
- New Israel
- Our Identity
- Sigmund Freud: Anti-Christ Devil
- Supreme Court Burns Us Again
- The Celebration Of Rosh Hashanah
- The Coup That Never Was
- The Danger Of International Merger Mania
- The Day Is Here
- The Hidden Hand Behind Televangelism
- The Holocaust Explained
- The Lindbergh Murders: Hauptman Was Innocent
- The New World Order
- The Plagues Of Pharaoh
- The Power Brokers Of Canada
- The Scandal Unveiled
- The Trilaterals Are Back In The White House
- The Vietnam Wall
- The War Against Christianity
- The War Against Vietnam Veterans
- There's A Gulag In Your Future
- Trotsky: Where Are You Now?
- War Is The Only Way Out
- Warning: The Department Of Justice Is Dangerous To Americans
- Washington DC: City Of Fear
- What Are We Fighting To Preserve?
- Who Owns the TV Networks ?
- American Patriotism Means Loyalty to Israel, Says Jack, Pamphlet. Reprint. 2 pages
- America's New Robber Barons: Exclusive Report, Pamphlet. 8 pages
- George Sylvester Viereck: Roosevelt's Victim, Pamphlet. 3 pages
- Jesse Jackson And The Jews, Corner Stapled Report. 7 pages
- Judges or Criminals?, Pamphlet. 3 pages
- Khatyn Or Katyn?, Pamphlet. 2 pages
- Marching through Georgia, Pamphlet
- New Look at Herzl, 2 pages. corner stapled photocopied report. Reveals that Herzl's grandiose plans for Zionism resulted from VD.
- None Dare Call Him Traitor: Larry Abraham The Israeli Connect, Pamphlet. 8 pages
- Operation Desert Shield, Pamphlet. Corner Stapled Report. 4 pages
- Reagan's Final Surrender, Corner Stapled Report. 2 pages.
- The Glorious Revolution, Corner Stapled Report. 4 pages
- The Secret Holocaust, CPA Book Publishers, Boring, Or., A small 34 page phamplet
- The Warburgs, An American Success Story, Corner Stapled Catalog. 7 pages.
- What Made Sammy Run?: How Racial Hatred Creates Billion Dollar Fortunes, Pamphlet. 10 pages.
- Why General Patton was Murdered, Pamphlet. 4 pages
- You Can Stop the Threatened Depression!, USA: Liberty Free Press, USA. Leaflet.

- Bibliothèque nationale de France: cb11563593b (data)
- CiNii: DA09494511
- Gemeinsame Normdatei: 1207844837
- International Standard Name Identifier: 0000 0001 1699 9937
- Library of Congress Control Number: n50044808
- Bibliotheek van het Japanse parlement: 00515159
- Nationale Bibliotheek van Israël: 987007275305005171
- SNAC: w68082jb
- Système universitaire de documentation: 116378409
- Trove: 959114
- Virtual International Authority File: 114658137
- WorldCat: E39PBJmP3VXqrpVHw3cWJY6R8C